# Ebene (Mathematik)

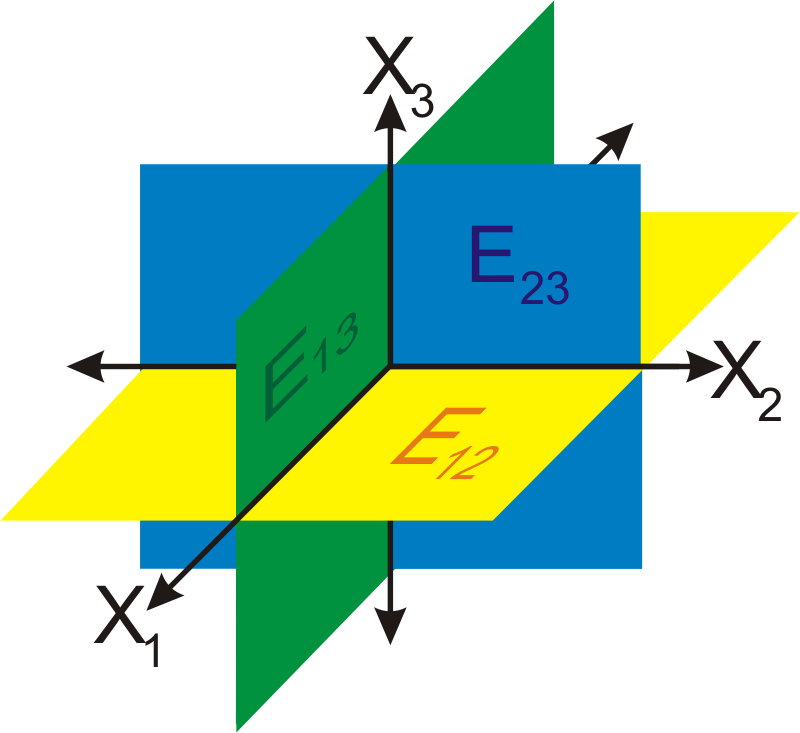
Die drei Koordinatenebenen

Die Ebene ist ein Grundbegriff der Geometrie. Allgemein handelt es sich um ein unbegrenzt ausgedehntes flaches zweidimensionales Objekt.
- Hierbei bedeutet unbegrenzt ausgedehnt und flach, dass zu je zwei Punkten auch eine durch diese verlaufende Gerade vollständig in der Ebene liegt.
- Zweidimensional bedeutet, dass – abgesehen von enthaltenen Geraden – kein echter Teilraum ebenfalls diese Eigenschaft hat.

Konkreter bezeichnet man mit Ebene, je nach Teilgebiet der Mathematik, allerdings durchaus verschiedene Objekte.

## Ebene als eigenständiges Objekt

Kleinste projektive Ebene (sieben Punkte, sieben Geraden)

Kleinste affine Ebene (vier Punkte, sechs Geraden)

### Der klassische Ebenenbegriff nach Euklid
In der klassischen Geometrie etwa im Sinne von Euklids Elementen bildet die (euklidische) Ebene – in diesem Zusammenhang üblicherweise mit dem bestimmten Artikel bezeichnet – den Rahmen geometrischer Untersuchungen, etwa für Konstruktionen mit Zirkel und Lineal. Man kann sie sich vorstellen als Abstraktion der Zeichenebene (Papier) als unendlich ausgedehnt und unendlich flach, so wie die Gerade eine als unendlich dünn und unendlich lang vorgestellte Abstraktion des gezeichneten Strichs (Bleistiftlinie) ist. Die euklidische Geometrie wird heutzutage durch Hilberts Axiomensystem der euklidischen Geometrie beschrieben.
Seit Descartes die euklidische Ebene mit Koordinaten versehen hat, kann man die euklidische Ebene mit der Menge {\displaystyle \mathbb {R} ^{2}} aller geordneten Paare reeller Zahlen identifizieren.
Oder andersherum: {\displaystyle \mathbb {R} ^{2}} bildet ein Modell für die Hilbertschen Axiome der Ebene.
Dieser reelle Vektorraum wird daher ebenfalls als Ebene bezeichnet.

### Die Projektive Ebene
Ergänzt man Euklids affine Ebene um eine unendlich ferne Gerade und auf ihr liegende unendlich ferne Punkte, erhält man eine projektive Ebene.
Auch die projektive Ebene lässt sich algebraisch beschreiben, nämlich als die Menge aller eindimensionalen Unterräume im {\displaystyle \mathbb {R} ^{3}}. Man fasst also die durch den Ursprung verlaufenden Geraden als Punkte der projektiven Ebene auf. Die Geraden der projektiven Ebene sind dann genau die zweidimensionalen Untervektorräume von {\displaystyle \mathbb {R} ^{3}}, also die durch den Ursprung verlaufenden „herkömmlichen“ Ebenen.

### Verallgemeinerungen
Schwächt man das Hilbertsche Axiomensystem ab, so sind sogar endliche Strukturen möglich, die auch als affine Ebene oder projektive Ebene bezeichnet werden. Die Abbildung rechts zeigt eine endliche projektive Ebene mit sieben Punkten und sieben Geraden. Durch Entfernen einer beliebigen Gerade und der auf ihr liegenden Punkte erhält man eine endliche affine Ebene mit vier Punkten und sechs Geraden.
In Verallgemeinerung des kartesischen Modells der euklidischen Ebene wird auch für beliebige Körper {\displaystyle K} der zweidimensionale Vektorraum {\displaystyle K^{2}} als affine Ebene bezeichnet; entsprechend für die projektive Ebene.
Man beachte: Ist {\displaystyle K} der Körper {\displaystyle \mathbb {C} } der komplexen Zahlen, die ja durch die Gaußsche Zahlenebene veranschaulicht werden, so ist bereits {\displaystyle \mathbb {C} } (reell) zweidimensional, wird aber als komplexe Gerade bezeichnet.
Die Ebene {\displaystyle \mathbb {C} ^{2}} ist reell vierdimensional, aber nur ein zweidimensionaler komplexer Vektorraum.
Der Körper {\displaystyle K} kann auch ein endlicher Körper sein. Im Fall {\displaystyle K=\mathbb {F} _{2}} erhält man die oben beschriebene kleinste endliche affine Ebene mit vier Punkten bzw. die projektive Ebene mit sieben Punkten.
Eine Fläche im Sinne der Topologie ist die Ebene (auch die projektive) nur im Fall {\displaystyle K=\mathbb {R} }; im Falle {\displaystyle K=\mathbb {C} } handelt es sich um eine komplexe Fläche.

## Ebene als Teilraum

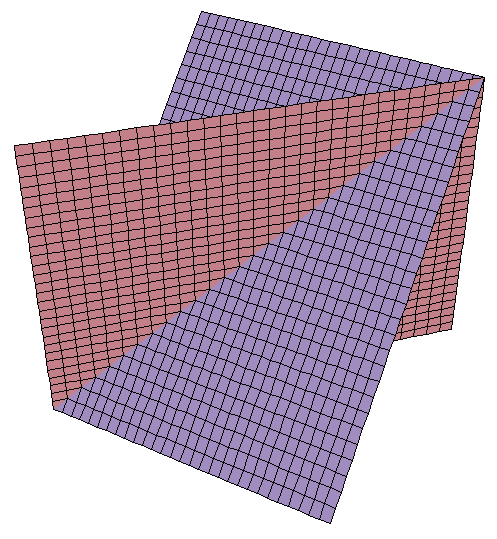
Zwei sich schneidende Ebenen

Betrachtet man höherdimensionale geometrische Räume, so bezeichnet man jeden Teilraum, der isomorph zu einer Ebene im obigen Sinne ist, als eine Ebene.
In einem dreidimensionalen Euklidischen Raum ist eine Ebene dabei festgelegt durch
- drei nicht kollineare Punkte
- eine Gerade und einen nicht auf ihr liegenden Punkt
- zwei sich schneidende Geraden oder
- zwei echt parallele Geraden

Liegen zwei Geraden windschief zueinander, so liegen sie dagegen nicht in einer gemeinsamen Ebene. Stattdessen gibt es dann zwei parallele Ebenen, deren jede je eine der Geraden enthält.
Zwei Ebenen sind entweder parallel, schneiden sich in einer Geraden oder sind identisch. Sie können im (dreidimensionalen) Raum also nicht windschief zueinander liegen.
- Im ersten Fall ist jede zur ersten Ebene senkrechte Gerade auch senkrecht zur zweiten. Die Länge der Strecke, die die Ebenen auf solch einer Geraden begrenzen, bezeichnet man als den Abstand der Ebenen.
- Im zweiten Fall betrachtet man eine zur Schnittgeraden senkrechte Ebene. Mit dieser schneiden sich die beiden ersten Ebenen in zwei Geraden. Den Winkel zwischen diesen Geraden bezeichnet man als Winkel zwischen den beiden Ebenen.

Jeder zweidimensionale Untervektorraum des Koordinatenraums {\displaystyle \mathbb {R} ^{n}} (bzw. {\displaystyle K^{n}}) bildet eine Ursprungsebene, also eine Ebene, die den Nullpunkt des Raums enthält. Affine zweidimensionale Unterräume sind parallel verschobene Ebenen, die den Nullpunkt nicht enthalten.
Nicht jedes unter den Begriff der Ebene fallende mathematische Objekt lässt sich als Teilraum eines entsprechenden höherdimensionalen Raumes auffassen. So ist etwa die Moulton-Ebene eine affine Ebene, in der der Satz von Desargues nicht gilt, während er in jedem dreidimensionalen affinen Raum – und damit in jeder enthaltenen Ebene – immer gilt.

## Ebenengleichungen

Darstellung einer Ebene in Parameterform

Ebenen im dreidimensionalen Raum können auf verschiedene Weise durch Ebenengleichungen beschrieben werden. Eine Ebene besteht dann aus denjenigen Punkten in einem kartesischen Koordinatensystem, deren Koordinaten die Ebenengleichung erfüllen. Man unterscheidet explizite Formen von Ebenengleichungen, bei denen jeder Punkt der Ebene direkt identifiziert wird, und implizite Formen, bei denen die Punkte der Ebene indirekt durch eine Bedingung charakterisiert werden. Zu den expliziten Formen gehören die Parameterform und die Dreipunkteform, zu den impliziten Formen die Normalenform, die Hessesche Normalform, die allgemeine Koordinatenform und die Achsenabschnittsform.
Bei der Beschreibung von Ebenen in höherdimensionalen Räumen behalten die Parameterform und die Dreipunkteform ihre Darstellung, wobei lediglich mit {\displaystyle n}-komponentigen statt dreikomponentigen Vektoren gerechnet wird. Durch die impliziten Formen wird allerdings in höherdimensionalen Räumen keine Ebene mehr beschrieben, sondern eine Hyperebene der Dimension {\displaystyle n-1}. Jede Ebene kann jedoch als Schnitt von {\displaystyle n-2} Hyperebenen mit linear unabhängigen Normalenvektoren dargestellt werden und muss demnach ebenso viele Koordinatengleichungen gleichzeitig erfüllen.

## Schnittpunkte im dreidimensionalen Raum

### Schnittpunkt einer Geraden mit einer Ebene

Schnittpunkt: Gerade – Ebene

Eine Gerade wird im Raum in der Regel durch eine Parameterdarstellung {\displaystyle (x(t),y(t),z(t))} und eine Ebene durch eine Gleichung {\displaystyle ax+by+cz=d} beschrieben. Durch Einsetzen der Parameterdarstellung der Gerade in die Ebenengleichung ergibt sich die lineare Gleichung
{\displaystyle ax(t)+by(t)+cz(t)=d\ ,}
für den Parameter {\displaystyle t_{0}} des Schnittpunktes {\displaystyle (x(t_{0}),y(t_{0}),z(t_{0}))}. Falls die lineare Gleichung keine Lösung besitzt, ist die Gerade parallel zur Ebene. Falls die Gleichung für alle {\displaystyle t\in \mathbb {R} } erfüllt ist, ist die Gerade in der Ebene enthalten.

### Schnittpunkt dreier Ebenen
Ist eine Gerade als Schnitt zweier nicht paralleler Ebenen {\displaystyle \varepsilon _{i}:\ {\vec {n}}_{i}\cdot {\vec {x}}=d_{i},\ i=1,2} gegeben und soll mit einer dritten Ebene {\displaystyle \varepsilon _{3}:\ {\vec {n}}_{3}\cdot {\vec {x}}=d_{3}} geschnitten werden, muss der gemeinsame Punkt der 3 Ebenen bestimmt werden.
Drei Ebenen {\displaystyle \varepsilon _{i}:\ {\vec {n}}_{i}\cdot {\vec {x}}=d_{i},\ i=1,2,3} mit linear unabhängigen Normalenvektoren {\displaystyle {\vec {n}}_{1},{\vec {n}}_{2},{\vec {n}}_{3}} besitzen den Schnittpunkt
{\displaystyle {\vec {p}}_{0}={\frac {d_{1}({\vec {n}}_{2}\times {\vec {n}}_{3})+d_{2}({\vec {n}}_{3}\times {\vec {n}}_{1})+d_{3}({\vec {n}}_{1}\times {\vec {n}}_{2})}{{\vec {n}}_{1}\cdot ({\vec {n}}_{2}\times {\vec {n}}_{3})}}\ .}
Zum Beweis überzeuge man sich von {\displaystyle {\vec {n}}_{i}\cdot {\vec {p}}_{0}=d_{i},\ i=1,2,3,} unter Beachtung der Regeln für ein Spatprodukt.

## Abstand zwischen Punkt und Ebene
Der Abstand zwischen dem Punkt {\displaystyle {\vec {p_{0}}}=(x_{0},y_{0},z_{0})} und der Ebene mit der Koordinatenform {\displaystyle ax+by+cz+d=0} beträgt:
{\displaystyle {\frac {|ax_{0}+by_{0}+cz_{0}+d|}{\sqrt {a^{2}+b^{2}+c^{2}}}}}
Wenn drei Punkte {\displaystyle {\vec {p_{1}}}=(x_{1},y_{1},z_{1})}, {\displaystyle {\vec {p_{2}}}=(x_{2},y_{2},z_{2})}, {\displaystyle {\vec {p_{3}}}=(x_{3},y_{3},z_{3})} gegeben sind, durch die die Ebene verläuft (siehe Dreipunkteform), dann lässt sich der Abstand mit folgender Formel berechnen:
{\displaystyle {\frac {({\vec {p_{2}}}-{\vec {p_{1}}})\times ({\vec {p_{3}}}-{\vec {p_{1}}})}{\left|({\vec {p_{2}}}-{\vec {p_{1}}})\times ({\vec {p_{3}}}-{\vec {p_{1}}})\right|}}\cdot ({\vec {p_{0}}}-{\vec {p_{1}}})}
Dabei steht {\displaystyle \times } für das Kreuzprodukt, {\displaystyle \cdot } für das Skalarprodukt und {\displaystyle \left|\quad \right|} für den Betrag des Vektors. Alternativ kann man auch
{\displaystyle a=y_{1}z_{2}-y_{2}z_{1}+y_{2}z_{3}-y_{3}z_{2}+y_{3}z_{1}-y_{1}z_{3}}
{\displaystyle b=z_{1}x_{2}-z_{2}x_{1}+z_{2}x_{3}-z_{3}x_{2}+z_{3}x_{1}-z_{1}x_{3}}
{\displaystyle c=x_{1}y_{2}-x_{2}y_{1}+x_{2}y_{3}-x_{3}y_{2}+x_{3}y_{1}-x_{1}y_{3}}
{\displaystyle d=x_{1}y_{2}z_{3}-x_{1}y_{3}z_{2}+x_{2}y_{3}z_{1}-x_{2}y_{1}z_{3}+x_{3}y_{1}z_{2}-x_{3}y_{2}z_{1}}
einsetzen.